# 林增控股
林增控股有限公司，簡稱林增控股（英語：Lum Chang Holdings Limited，SGX：L19），在1940年由林增先生創立，主要業務在新加坡和馬來西亞經營房地產及建築行業。
主席為林鈞城，總裁為林國威。總部位於1 Selegie Road #06-02 PoMo Singapore 188306。而股份在1984年12月28日於新加坡交易所主板上市。

## 連結
- LumChang.com.sg （页面存档备份，存于）